# Kriterium (cykling)

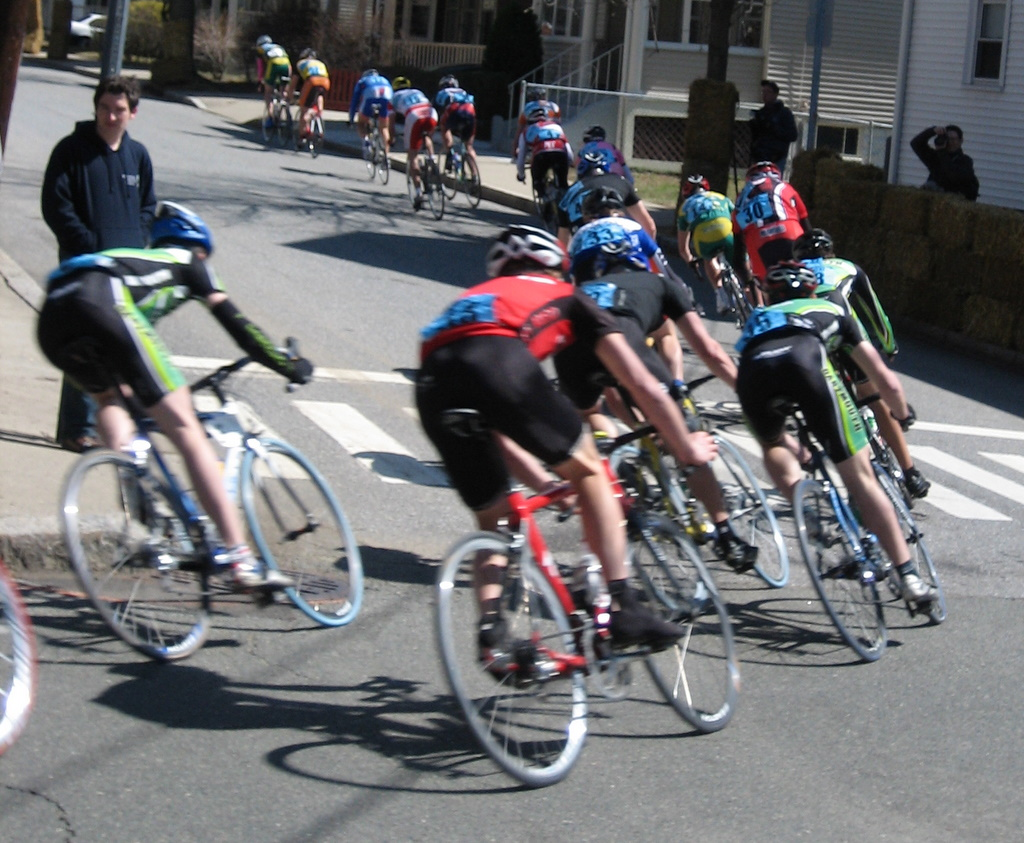
Ett kriterielopp i Boston 2007.

Kriterium (engelska: Criterium, franska: Critérium ) är en tävlingsvariant inom landsvägscykling där cyklisterna kör flera varv på en sluten slinga ("varvbana"), på landsväg eller i stadsmiljö ("stadslopp"). Banlängden är oftast kort ("kortbana"), mellan 800 meter och tio kilometer lång. Vid SM i kortdistans (som körts sedan 1999, sedan 2010 i samband med SM-veckan) skall varvet vara en till fem kilometer långt. Tävlingarna körs på landsvägscyklar. 
Ett kriterium är vanligen kortare än ett klassiskt linjelopp, och tar ofta under en timme, vilket gör att man kan hålla en högre fart. Ibland körs loppen under en fastställd tid plus ett förutbestämt antal varv när denna tid löpt ut (som vid SM i kortdistans 2023 där loppet kördes som 45 minuter plus tre varv). Kriterietävlingar kan även köras som poänglopp där antal körda varv och därefter insamlade poäng för inlagda spurter avgör tävlingen (jämför med poänglopp i bancykling). Cyklister som blir varvade utesluts annars vanligen.
I stadslopp med skarpa kurvor krävs god fysik och förmåga att snabbt accelerera efter en kurva. Cyklarna är ibland modifierade, med lägre placerat bockstyre, mindre hjul (oftast aerohjul med mindre luftmotstånd) samt kortare vevarmar.
Critérium du Dauphiné är ett flerdagars etapplopp och ska ej förväxlas med ett vanligt kriterium.
Cykelcross är en liknande tävlingsform, men som körs i blandad eller kuperad terräng.